# Pidlisne, Litîn
Pidlisne (în ucraineană Підлісне) este un sat în comuna Penkivka din raionul Litîn, regiunea Vinnița, Ucraina.

## Demografie
Componența lingvistică a localității Pidlisne
     Ucraineană (99,83%)
     Alte limbi (0,17%)
Conform recensământului din 2001, majoritatea populației localității Pidlisne era vorbitoare de ucraineană (99,83%), existând în minoritate și vorbitori de alte limbi.